# Saint-Clair-sur-l’Elle
Saint-Clair-sur-l’Elle település Franciaországban, Manche megyében. Lakosainak száma 973 fő (2022. január 1.). Saint-Clair-sur-l’Elle Sainte-Marguerite-d’Elle, Couvains, La Meauffe, Moon-sur-Elle, Saint-Jean-de-Savigny és Villiers-Fossard községekkel határos.

## Népesség
A település népessége az elmúlt években az alábbi módon változott:
| Lakosok száma | 568  | 741  | 797  | 850  | 938  | 944  | 953  | 961  | 968  | 973  |
|               | 1968 | 1982 | 1990 | 2006 | 2013 | 2015 | 2017 | 2019 | 2020 | 2022 |